# 高橋保行
イオアン高橋保行（たかはし やすゆき、イオアンは聖名：1948年 - ）は、正教会の長司祭、神学者、歴史家。
東京都生まれ。1972年、聖ウラジミール神学大学院修了。1974年、東京復活大聖堂司祭に叙聖される。1993年から東京女子大学講師として教鞭をとった。また日本ハリストス正教会の聖職者養成機関である東京正教神学院でも講師を務めた。後にアメリカ合衆国に渡り、2008年6月現在アメリカ正教会で司祭職を務めている。

## 著訳書
- 『ルオーとイコン : 描かれた聖像』共著　松下電工NAISミュージアム　2004
- 『聖なるものの息吹 : 正教の修道・巡礼・聖性』教文館   2004
- 『イコンのこころ』新装版　春秋社 2003
- 『教会と聖堂』東京復活大聖堂 2002
- 『聖ニコライ大主教 : 日本正教会の礎』　日本基督教団出版局　2000
- 『正教のイコン』 C.カヴァルノス．高橋保行訳　教文館　1999
- 『知られていなかったキリスト教 : 正教の歴史と信仰』　教文館　1998
- 『迫害下のロシア教会 : 無神論国家における正教の70年』　教文館 1996
- 『神と悪魔 : ギリシャ正教の人間観』 　角川選書　1994
- 『イコンのかたち』　春秋社　1992
- 『東方の光と影』　春秋社　1991　ISBN 9784393261033
- 『イコンのあゆみ』 春秋社 1990
- 『ロシア精神の源 : よみがえる「聖なるロシア」』　中公新書 1989
- 『教会建築』共著　日本基督教団出版局　1985
- 『イコンのこころ』春秋社 1981
- 『ギリシャ正教』　講談社学術文庫 1980 ISBN 9784061585003
- 『日曜日』南窓社　1978